# Веселинове (станція)
Веселинове — проміжна залізнична станція 5-го класу Знам’янської дирекції Одеської залізниці на електрифікованій лінії Помічна — Колосівка між станціями Мартинівська (15 км) та Колосівка (21 км). Розташована у однойменному селищі міського типу Вознесенського району Миколаївської області.

## Історія
Станція відкрита 1914 року під такою ж назвою під час будівництва лінії Бахмач — Одеса. 
1972 року станція електрифікована в складі дільниці Помічна — Колосівка.
Збереглася старовинна будівля вокзалу.

## Пасажирське сполучення
На станції Веселинове зупиняються приміські електропоїзди напрямку Знам'янка —  Помічна — Колосівка — Одеса та поїзди далекого прямування № 92/91 Одеса — Костянтинівка і № 92/91 Одеса — Київ.